# Aagje Deken
Agatha Pieters Deken, detta Aagje (Nieuwer-Amstel, 10 dicembre 1741 – L'Aia, 14 novembre 1804), è stata una scrittrice olandese.
Nacque nel 1741 a Nieuwer-Amstel (oggi Amstelveen). Nel 1745, alla morte dei genitori, andò a vivere nell'orfanotrofio De Oranje Appel ad Amsterdam, dove rimase fino al 1767. Fece molti lavori e alla fine cominciò un'attività commerciale di tè e caffè. Nel 1769 entrò nella comunità battista di Amsterdam.
All'età di 29 anni andò a vivere con la sua amica Maria Bosch come sua infermiera. Maria Bosch morì nel 1773, nel 1775 fu pubblicata la raccolta poetica Stichtelijke gedichten, che la Deken aveva scritto insieme a Maria Bosch.
Nel 1776 cominciò lo scambio epistolare tra la Deken e Betje Wolff, che a quel tempo aveva già pubblicato diverse opere. Si incontrarono per la prima volta nell'ottobre di quell'anno. Dopo la morte del marito di Beetje, le due donne andarono a vivere insieme. Nel settembre del 1777 pubblicarono la prima opera scritta insieme: Brieven ("Lettere"). Nel 1781 la Deken ereditò una somma di 13.000 fiorini e le due donne andarono a vivere in una tenuta Lommerlust a Beverwijk. Scrissero insieme Sara Burgerhart (De Historie van mejuffrouw Sara Burgerhart), che ebbe un grande successo, e Historie van den heer Willem Leevend ("Storia del signor Willem Leevend").
Scontente per la situazione politica nei Paesi Bassi (dopo il fallimento della rivolta dei Patrioti nel 1787), la Deken e la Wolff si trasferirono a Trévoux (Ain) in Borgogna. Nel 1789 uscì Wandelingen door Bourgogne ("Passeggiate in Borgogna").
Nel 1797 per motivi economici dovettero tornare nei Paesi Bassi e andarono a vivere all'Aia. Aagje Deken morì il 14 novembre 1804: erano passati nove giorni dalla morte di Betje Wolff. Entrambe furono sepolte nel cimitero Ter Navolging a Scheveningen.

## Opere
- 1775 - Stichtelijke gedichten (scritto insieme a Maria Bosch)
- 1781 - Economische liedjes (scritto insieme a Betje Wolff)
- 1782 - La storia della signorina Sara Burgerhart (De Historie van mejuffrouw Sara Burgerhart, scritto insieme a Betje Wolff)
- 1783 - Voorrede voor den tweeden druk (scritto insieme a Betje Wolff)
- 1784-1785 - Historie van den heer Willem Leevend (scritto insieme a Betje Wolff)
- 1793-1796 - Historie van mejuffrouw Cornelia Wildschut (scritto insieme a Betje Wolff)
- 1799 - Mijn offerande aan het vaderland
- 1804 - Liederen voor den boerenstand
- 1805 - Liederen voor ouders en kinderen